# Patrick Kok
Patrick Kok (Giethoorn, 4 december 1977) is een Nederlands politicus en bestuurder. Namens de VVD was Kok fractievoorzitter en raadslid in Geertruidenberg 2010-2018). Hij was vervolgens wethouder voor de VVD in de gemeente Zundert (2018-2022) en bekleedt sinds juni 2023 de wethoudersfunctie namens lokale partij W70 in de gemeente Nuenen, Gerwen en Nederwetten.

## Opleiding en loopbaan
Kok groeide op in het Overijsselse Giethoorn en ging van 1991-1997 naar de RSG in Steenwijk en het Dalton college in Zwolle. Hij studeerde Ruimtelijke ordening & planologie aan de Breda University of Applied Sciences. Na zijn studie, vanaf 2002, werkte Kok in meerdere (management)rollen bij diverse advies- en ingenieursbureaus aan (complexere) vraagstukken in het stedelijk en landelijke gebied. Parallel daaraan volgde hij aan de Academie voor Vastgoed een HEAO opleiding met de differentiatie management, economie en recht.
In 2009 werd Kok aangesteld bij BNG (Bank Nederlandse Gemeenten). Daar werd hij namens BNG directeur van diverse Publiek Private Samenwerkingsconstructies waarbinnen hij verantwoordelijk was voor de bedrijfsvoering, ontwikkeling, voorbereiding en realisatie van grote en (maatschappelijke) ontwikkelprojecten in heel Nederland. Zo hielp hij onder meer mee aan het ontwikkelen van een nieuwe bestemming voor het Klooster van Ootmarsum. In 2022 stapte Kok, na ruim 20 jaar werkzaam te zijn geweest in het ruimtelijke en fysieke domein, over naar een functie in het veiligheidsdomein en ging aan de slag als kwartiermaker bij Taskforce-RIEC Brabant-Zeeland. Binnen Taskforce-RIEC werken onder meer gemeenten, Openbaar Ministerie, politie, Belastingdienst, Douane en provincie samen om ondermijnende criminaliteit aan te pakken (2022-2023).

## Politieke loopbaan
Kok begon zijn politieke carrière in zijn woonplaats Geertruidenberg. Hij was daar eerst raadslid en later fractievoorzitter van de VVD, van 2011-2018. Hij werd daarna gevraagd om voor diezelfde partij als externe wethouder in de gemeente Zundert de portefeuille Ruimtelijke ordening voor zijn rekening te nemen. Hier was hij als bestuurder onder andere betrokken bij de prijswinnende pilot ‘Zundert Floreert’, het dossier Fort Oranje en was hij o.a. voorzitter van Woonregio Breda. Bij de VVD (regio Zuid) werd Kok lid van de scoutingscommissie en begeleider van de Regionale masterclass, waar zijn taak bestaat uit het scouten, coachen en begeleiden van politiek talent richting een functie in het openbaar bestuur. 
Sinds juni 2023 is Kok externe wethouder in de gemeente Nuenen, Gerwen en Nederwetten, met in zijn portefeuille onder andere ruimtelijke ontwikkeling, volkshuisvesting, grondzaken en participatie. Hiervoor legde hij zijn rol neer als voorzitter van Veilig Verkeer Nederland (VVN), district Noord-Brabant.

## Persoonlijk
Kok is getrouwd en heeft twee zoons en één dochter. Hij woont in Geertruidenberg, waar hij diverse vrijwillige maatschappelijke functies vervult, waaronder het voorzitterschap van de Oudheidkundige Kring Geertruydenberghe.